# Karl-Heine-Straße
La Karl-Heine-Straße est une voie radiale dans l'ouest de Leipzig marquant la limite entre les quartiers actuels de Leipzig-Plagwitz (au sud) et Leipzig-Lindenau (au nord).
Longue de 2,01 km, elle est nommée d'après l'industriel Karl Heine.

## Odonymie
La partie orientale de la voie entre la place Karl-Heine et le pont de Plagwitz sur l'Elster Blanche est d'abord nommée Leipziger Allee (« avenue de Leipzig »), puis plus tard renommée Leipziger Straße, peut-être à la suite de la guerre franco-allemande de 1870 et à la volonté de défrancisation des noms de rues (Allee est un terme allemand emprunté au français). La section de rue entre la place Karl-Heine et la Gießerstraße est construite sur le tracé de l'ancienne Via Regia, qui arrivait par la Felsenkellerstraße et qui menait (à travers l'immeuble actuel de la Karl-Heine-Straße 103) à l'Alten Salzstraße. Ce segment de voie, puis toute la partie occidentale actuelle de la rue lors de sa prolongation, s'appelait Albertstraße, tout comme le pont Albert sur le canal, en l'honneur du roi Albert de Saxe. La rue est renommée Karl-Heine-Straße à la fin du XIXe siècle.

## Histoire
La partie est entre Plagwitzer Brücke et Karl-Heine-Platz a été aménagée dans la seconde moitié du XIXe siècle et était principalement construite avec des villas, dont la plupart existent encore aujourd'hui. Dans la section suivante, outre les bâtiments résidentiels de construction fermée, des bâtiments industriels ont également été construits.

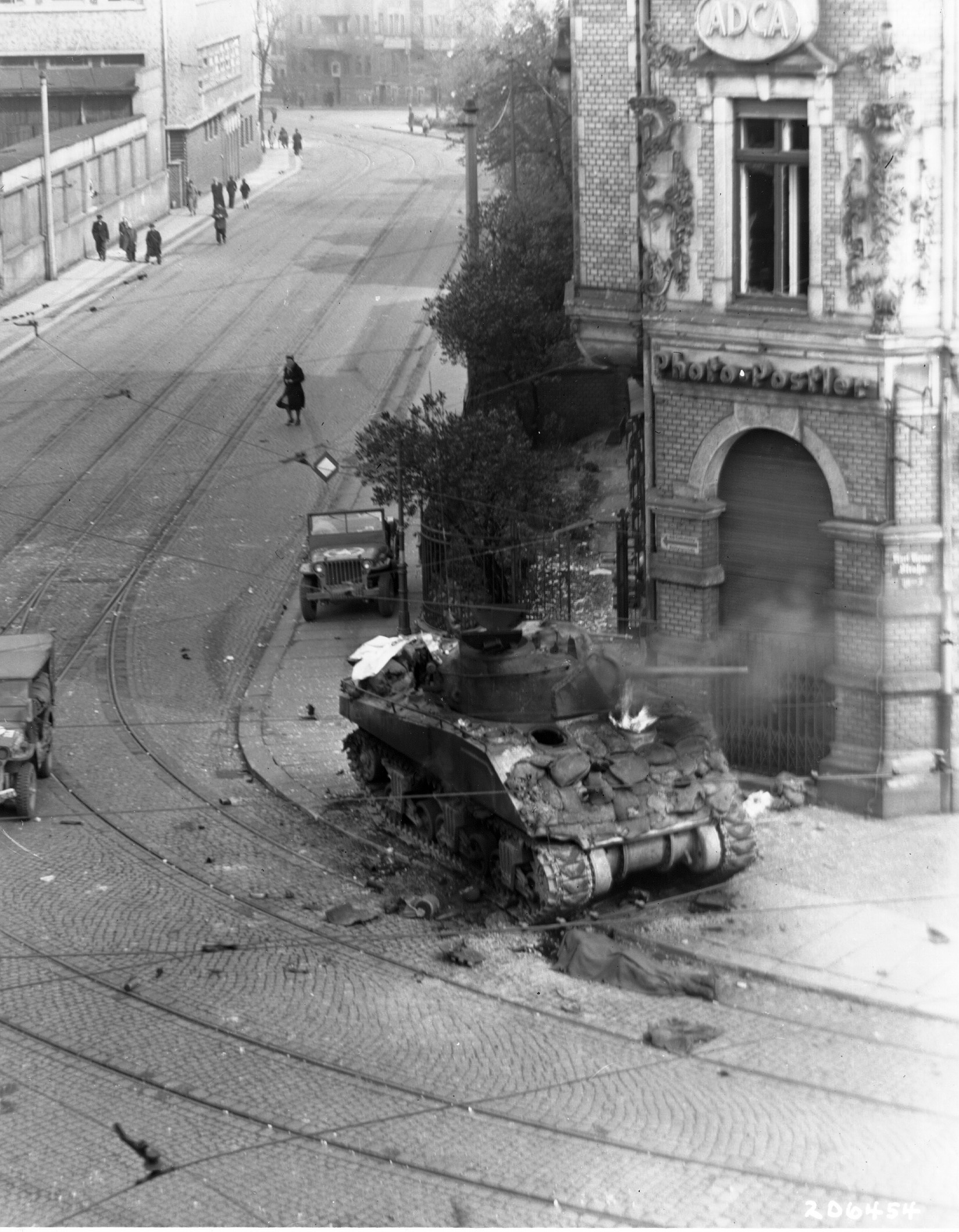
Char en feu de la 2e division d'infanterie américaine le 18 avril 1945 au carrefour de Felsenkeller

Le 4 juin 1872, un char à chevaux venant de Leipzig à l'est se dirigea pour la première fois vers l'actuel Felsenkeller et en juillet 1882 jusqu'au dépôt avec des écuries près de l'actuel Westwerk. En 1896, la ligne passa au fonctionnement électrique et fut prolongée jusqu'à la gare de Plagwitz.
Pendant près de 30 ans, Michaelis-Max Joske a dirigé deux grands magasins à Leipzig, un dans la Windmühlenstrasse et un plus petit dans la Karl-Heine-Strasse 43-45,. Le boycott antisémite de 1933 en Allemagne en avril 1933 le conduisit à la ruine.
Même s'il y eut une brève résistance le 18 avril 1945, lorsque l'armée américaine avança et qu'un char américain prit feu, le développement de la route ne subit que peu de dégâts pendant la Seconde Guerre mondiale.
Après 1990, la plupart des bâtiments de la rue ont été rénovés.

## Lieu de rencontre
Aujourd'hui, la partie médiane, du carrefour avec la Zschochersche Straße jusqu'au König-Albert-Brücke, abrite de nombreux restaurants et constitue un lieu de rencontre diversifié où se déroule une partie de la vie nocturne de Leipzig.

## Bâtiments remarquables
- no 12 : Villa Sack

La Villa Sack est un bâtiment indépendant en retrait de la rue. Construit dans le Style néo-baroque en 1909, il fut pendant plus de 20 ans le siège familial prestigieux du fabricant de machines agricoles Gustav Rudolph Friedrich Sack. Il s'agit actuellement du bureau de deux divisions chargées des affaires pénales de la Cour fédérale de justice d'Allemagne.
- no 22b : Schule am Palmengarten

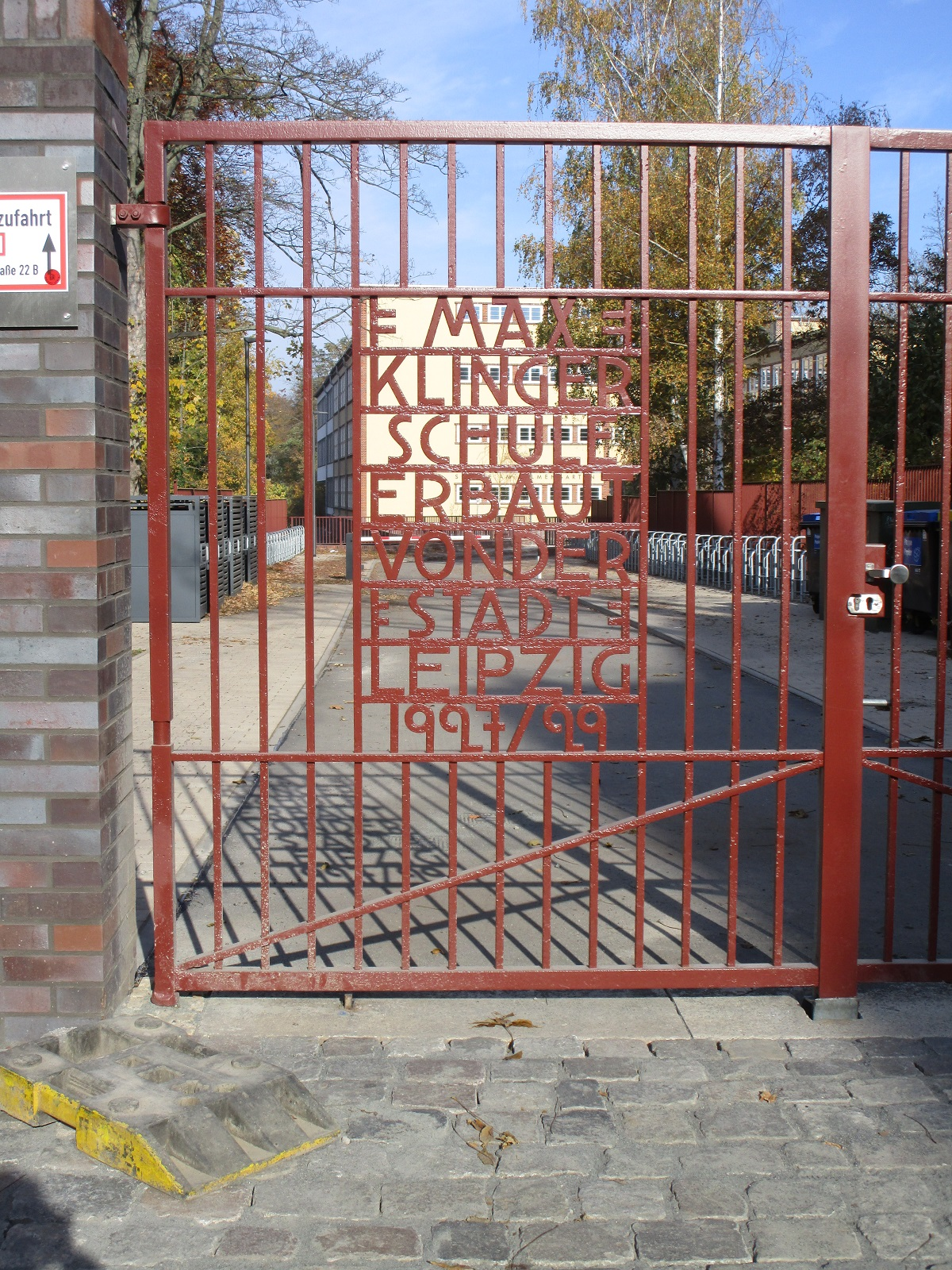
Portail en fer du Karl-Heine-Straße 22b.

Un portail en fer dans la rue annonce une école par une inscription rappelant le peintre et sculpteur Max Klinger qui a été construite en 1927/28 selon les concepts d'Hubert Ritter et Max Baumeister dans le style de Neues Bauen. Elle est accessible via un pont sur le cours d'eau de la Kleine Luppe. Après une rénovation selon les directives des monuments historiques, elle a été rouverte en 2021 sous le nom de Schule am Palmengarten (litt.: École de Palmengarten). Le coût était de 41 millions d'euros.
- no 24b : Villa Wagner-Nietzsche

La Villa Wagner-Nietzsche est un immeuble résidentiel également du début du 20e siècle. Le nom doit son origine à la décoration architecturale qui fait référence aux œuvres L'Anneau du Nibelung de Richard Wagner (1813-1883) et Ainsi parlait Zarathoustra de Friedrich Nietzsche (1844-1900).
- no 32 : Felsenkeller

La Felsenkeller (« cave rocheuse ») est une salle de spectacle où se produisent des concerts, des lectures publiques ainsi que d'autres événements culturels.
Le bâtiment néo-baroque a été construit en 1890 selon les plans des architectes August Hermann Schmidt (1858–1942) und Arthur Johlige (1857–1937). Il remplaçait alors la première Felsenkeller qui était située un peu plus au nord. Le complexe comprenait une salle de bal et de concert d'une capacité de 1 000 places, ainsi qu'un cinéma en plein air, une véranda, une terrasse et un jardin. La grande salle a servi de point de ralliement et de réunion dans le mouvement ouvrier et communiste. Des grandes figures telles que Karl Liebknecht, Rosa Luxemburg, Clara Zetkin ou Ernst Thälmann se sont exprimées là. Le bâtiment n'a pas souffert pendant la Seconde Guerre mondiale. En 1946, l'organisation lipsienne des Jeunesse libre allemande a été fondée là. Au début des années 1980 puis en 2005, le bâtiment a été rénové.
- no 50 : Schaubühne Lindenfels

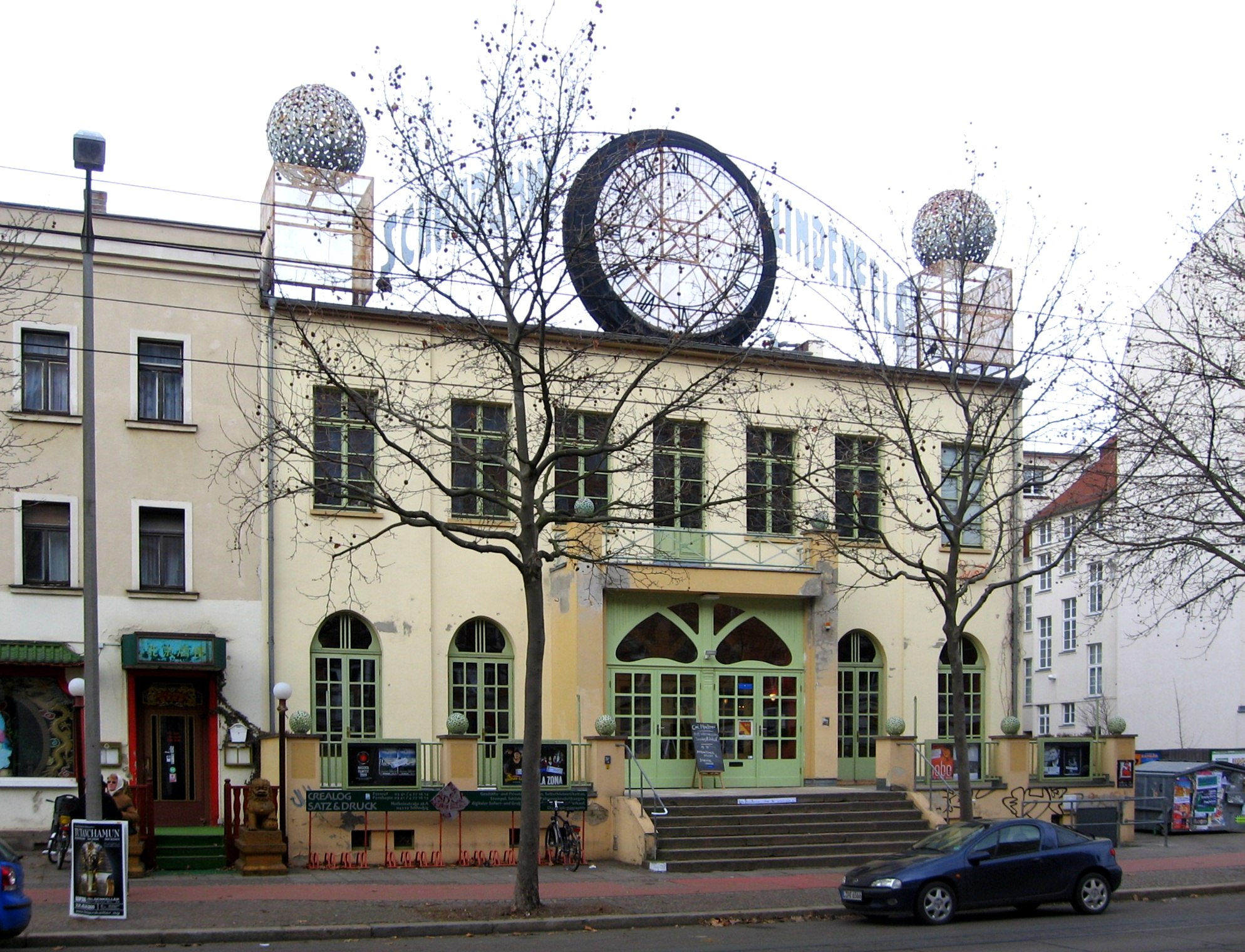
La Schaubühne.

La Schaubühne Lindenfels (« scène de spectacle de Lindenfels ») est constituée d'une ancienne salle de bal où les pièces de théâtre et des concerts sont organisés, ainsi que du Café und Restaurant Nora Roman, un café-restaurant privé, et le Grüne Salon (« salon vert ») utilisé comme cinéma d'art et d'essai.
C'est en 1876 que le maçon Carl Schmidt, déjà propriétaire d'un restaurant voisin, construit en l'espace de trois mois une salle de bal du nom à cet endroit. Elle est agrandie par Theodor Wezel en 1892 et racheté dans une vente judiciaire par le brasseur Otto Besser. Il nomme le local Schloss Lindenfels (« château de Lindenfels »). Le château de Lindenfels était à l'époque l'un des plus importants établissements de Leipzig. À partir de 1906, des films y sont projetés.
La salle de spectacle s'est vidée dans les années 1940 et plus aucune représentation ne s'y produit. En 1943, une partie du bâtiment est vendue pour une usine de fabrication de tôle et de tuyau de poêle, la Fröhlich Fabrik. En 1949, le bâtiment passe sous volkseigener Betrieb et le lieu est rénové. De 1956 à 1987, le bâtiment sert de salle de cinéma du nom de Lichtspieltheater Lindenfels. Un problème de chaudière en 1987 entraîne la fermeture du cinéma.
En 1993, une équipe d'acteurs du théâtre de Iéna se décident à racheter le local pour en faire un lieu de divertissement polyvalent, dont une salle de concert, un théâtre et un cinéma d'art et d'essai. Le réalisateur Volker Schlöndorff y a fait l'avant-première de ses films. Nina Hagen ou Funny van Dannen y ont donné des concerts. Vladimir Kaminer y organise un « disco russe » (Russendisco).
- nos 87-93 : Westwerk

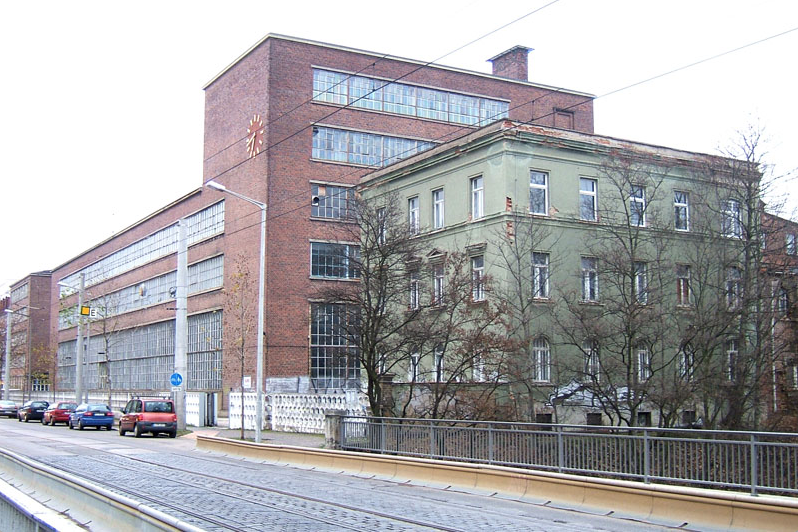
L'imposant bâtiment du Westwerk vu depuis le pont du Roi Albert.

Le Westwerk (« usine de l'ouest ») est une cité d'artistes de style architectural Neues Bauen. Elle a une surface de 16 000 m2 sur lesquels se répartissent les ateliers. Le bâtiment est loué par l'association d'artistes ars*avanti à la Westwerk Logistics GmbH, appartenant à l'ingénieur industriel Christian Voigt résidant à Starnberg.
C'est à l'origine une fonderie construite en 1874 par Kaspar Dambacher. La société Schumacher & Koppe y installe une fonderie d'acier en 1882. Max Klinger y a travaillé artistiquement dans un hangar à machines.
En 2017, une annonce du propriétaire qu'une partie des locaux seront vendus à des fins commerciales notamment pour établir un supermarché fait des remous parmi les artistes. En février 2017, 1 000 personnes ont manifesté pour « sauver Westwerk ».
- nos 103-105: Avion sur le toit

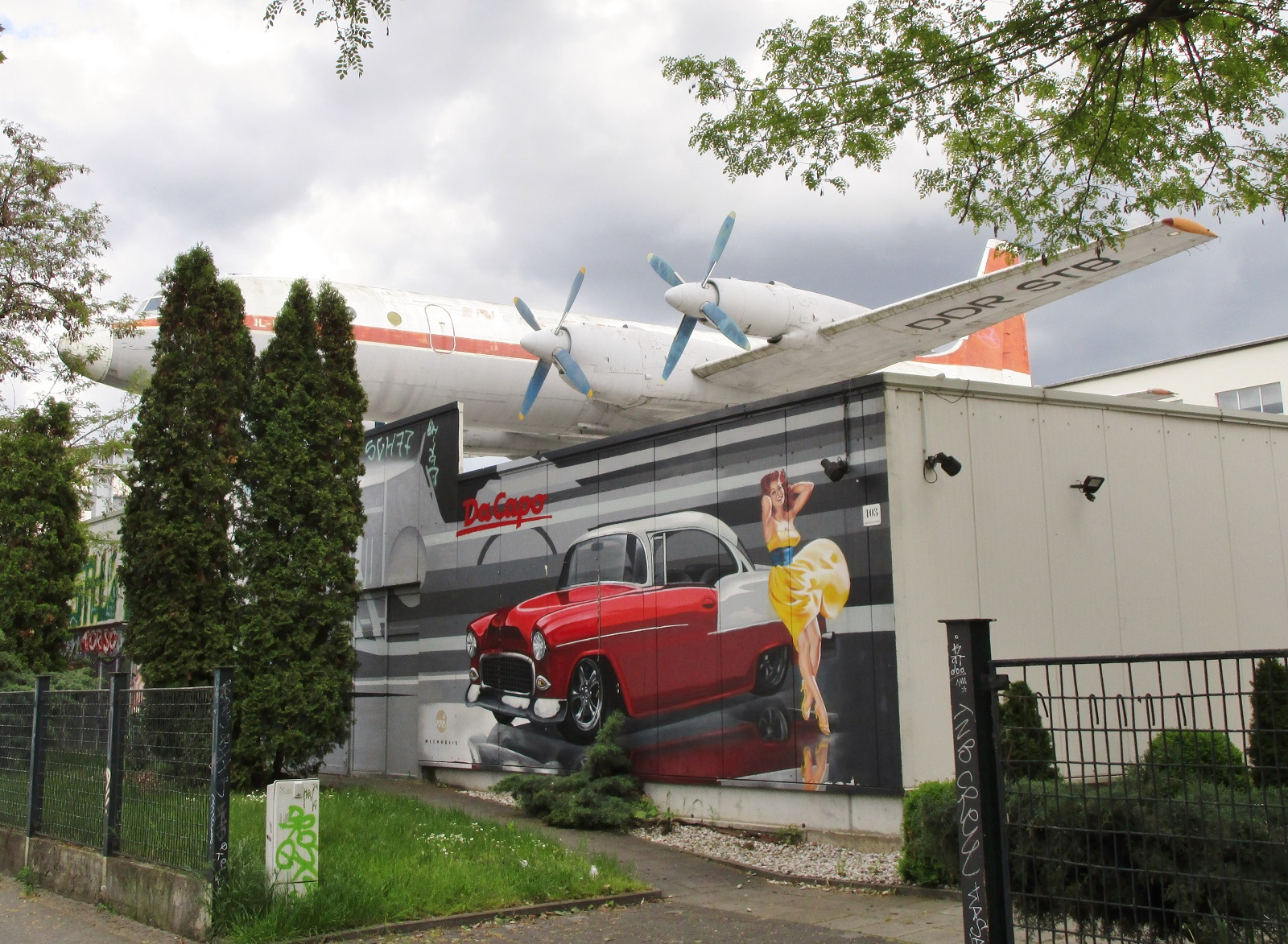
Avion sur le toit

L'avion de type Iliouchine Il-18 sur le toit est accrocheur. Il appartient au « Da Capo Vintage Car Museum & Event Hall ».
- no 112 : Église Notre-Dame

L’église Notre-Dame (Liebfrauenkirche) est située à l’extrémité ouest de la Karl-Heine-Straße, entre la Engertstraße et la voie ferrée. Construite dans un style néo-roman entre 1907 et 1908. Le presbytère (Pfarrhaus) attenant a été construit peu auparavant, entre 1905 et 1906. L'église dispose d'un clocher de 45,5 m. de haut et de deux tours sur le pignon ouest (donnant sur la voie ferrée) de 33,5 m. chacune.

## Voies rencontrées
La Karl-Heine-Straße rencontre les voies suivantes, dans l'ordre des numéros croissants, c'est-à-dire vers l'ouest en s'éloignant du centre-ville (« g » indique que la rue se situe à gauche, « d » à droite) :
1. Nonnenstraße (g)
2. Kolbestraße (g)
3. Forststraße (g)
4. Alte Straße (g)
5. Erich-Zeigner-Allee
6. Zschochersche Straße
7. Birkenstraße (d)
8. Karl-Heine-Platz (d)
9. Walter-Heinze-Straße (g)
10. Josephstraße (d)
11. Hähnelstraße (d)
12. Merseburger Straße
13. GutsMuthsstraße (d)
14. Helmholtzstraße (d)
15. Gießerstraße
16. Engertstraße
17. Spinnereistraße (g)

## Accès
La ligne 14 du tramway suit la voie sur toute sa longueur. Le tram fait halte aux arrêts : Nonnenstraße, Felsenkeller, Karl-Heine-/Merseburger-Straße, Karl-Heine-/Gießerstraße.
La ligne 3 du tramway qui suit la Zschochersche Straße croise la ligne 14 et marque une halte à l'arrêt Felsenkeller.

## Champ du millénaire

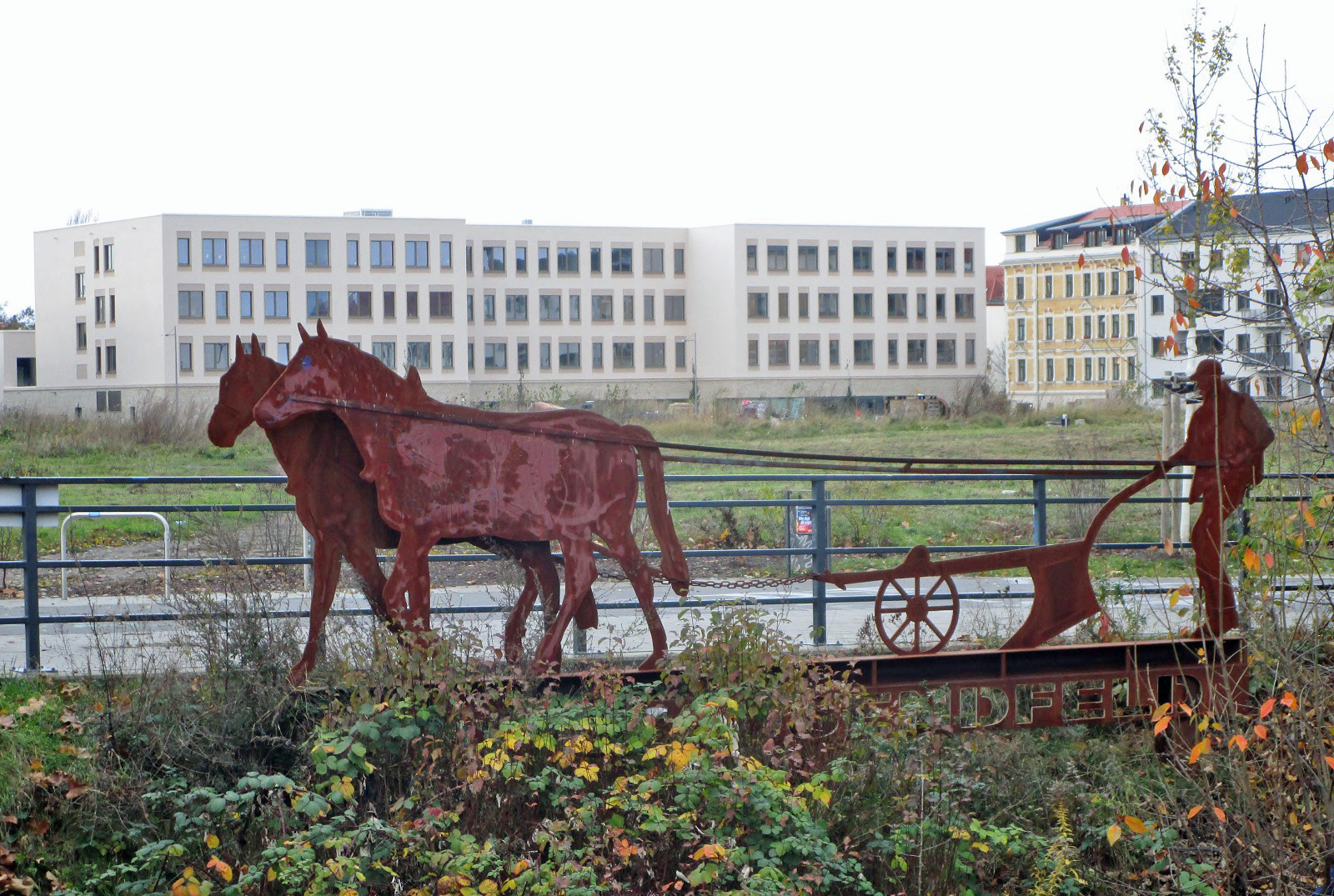
Homme et chevaux sur un champ du millénaire

Il y a un grand espace ouvert le long du côté nord de la rue entre le König-Albert-Brücke et la Gießerstraße qui s'appelle Jahrtausendfeld (Litt.: champ du millénaire). Il n'a été créé qu'en 1999, lorsque VEB Bodenbearbeitungsgerätewerk Leipzig (Litt.: usine d'équipement de traitement du sol), anciennement usine de machines agricoles Rudolph Sack, a été démolie. A l'occasion de l'Expo 2000, il y a eu une intervention artistique avec la diffusion de seigle qui est rappelée par l'installation ″Homme et chevaux sur un champ du millénaire″.